# 奧頓鎮區 (明尼蘇達州沃迪納縣)
奧頓鎮區（英語：Orton Township）是位於美國明尼蘇達州沃迪納縣的一個行政鎮區。

## 地方資料
奧頓鎮區的面積為90.08平方千米，當中陸地面積為89.38平方千米，而水域面積為0.70平方千米。根據2020年美國人口普查的數據，當地共有人口200人，而人口密度為每平方千米2.22人。